# 南川乡
南川乡，是中华人民共和国甘肃省庆阳市镇原县下辖的一个乡镇级行政单位。

## 行政区划
南川乡下辖以下地区：
和平村、桃园村、河李村、贺丰村、沟卢村、川郑村、东王村、原卢村、成赵村和上庄村。